# 樟瑯乡南星
樟瑯乡南星（学名：Arisaema zanlanscianense）为天南星科天南星属的植物。分布于中国大陆的湖北等地，产湖北樟瑯乡（Zanlan-scian)。模式标本：Pampanini 4053。目前尚未由人工引种栽培。

## 别名
独脚莲